# Comuna Högsby
Högsby (Högsby kommun) este o comună din comitatul Kalmar län, Suedia, cu o populație de 5.718 locuitori (2013).

## Geografie

### Zone urbane
Lista celor mai mari zone urbane din comună (anul 2015) conform Biroului Central de Statistică al Suediei:
| Nr | Zona urbană | Pop.  |
| -- | ----------- | ----- |
| 1  | Högsby      | 1.923 |
| 2  | Berga       | 713   |
| 3  | Ruda        | 652   |
| 4  | Fågelfors   | 437   |
| 5  | Fagerhult   | 219   |

## Demografie
| \| Evoluția demografică în comuna Högsby, 1970–2015 \| Evoluția demografică în comuna Högsby, 1970–2015 \| Evoluția demografică în comuna Högsby, 1970–2015 \| Evoluția demografică în comuna Högsby, 1970–2015 \| Evoluția demografică în comuna Högsby, 1970–2015 \| \| ----------------------------------------------------------------------------------------------------- \| ------------------------------------------------ \| ------------------------------------------------ \| ------------------------------------------------ \| ------------------------------------------------ \| \| An \| \| \| Locuitori \| \| \| 1970 \| 1970 \| \| 8322 \| 8322 \| \| 1975 \| 1975 \| \| 7671 \| 7671 \| \| 1980 \| 1980 \| \| 7800 \| 7800 \| \| 1985 \| 1985 \| \| 7392 \| 7392 \| \| 1990 \| 1990 \| \| 7177 \| 7177 \| \| 1995 \| 1995 \| \| 7175 \| 7175 \| \| 2000 \| 2000 \| \| 6380 \| 6380 \| \| 2005 \| 2005 \| \| 6066 \| 6066 \| \| 2010 \| 2010 \| \| 5777 \| 5777 \| \| 2015 \| 2015 \| \| 5857 \| 5857 \| \| Sursa: SCB - Statistika Centralbyrån, Folkmängd efter region, civilstånd, ålder och kön. År 1968–2016 \| \| \| \| \| |      |  |           |      |
| Evoluția demografică în comuna Högsby, 1970–2015 |      |  |           |      |
| An |      |  | Locuitori |      |
| 1970 | 1970 |  | 8322      | 8322 |
| 1975 | 1975 |  | 7671      | 7671 |
| 1980 | 1980 |  | 7800      | 7800 |
| 1985 | 1985 |  | 7392      | 7392 |
| 1990 | 1990 |  | 7177      | 7177 |
| 1995 | 1995 |  | 7175      | 7175 |
| 2000 | 2000 |  | 6380      | 6380 |
| 2005 | 2005 |  | 6066      | 6066 |
| 2010 | 2010 |  | 5777      | 5777 |
| 2015 | 2015 |  | 5857      | 5857 |
| Sursa: SCB - Statistika Centralbyrån, Folkmängd efter region, civilstånd, ålder och kön. År 1968–2016 |      |  |           |      |